# Ландсберг, Пауль Людвиг
Па́уль Лю́двиг Ла́ндсберг (нем. Landsberg, 3 декабря 1901, Бонн — 2 апреля 1944, Ораниенбург) — немецкий философ

, представитель философской антропологии и персонализма.

## Биография
Родился в 1901 году в Бонне в состоятельной еврейской семье. Его отец Эрнст Лансберг (1860—1027) был профессором права, мать — Анна Ландсберг (в девичестве Сильверберг, 1878—1938), была дочерью индустриалиста Адольфа Сильверберга. 27 февраля 1903 года родители крестили сына в протестантство, а уже взрослым он принял католичество. Увлекаясь феноменологией, стал учеником Макс Шелера. В 1928—1933 годах — приват-доцент Боннского университета. В 1934—1936 годах — профессор философии университета Барселоны. В 1930-х годах сотрудничал с группой французских персоналистов из журнала «Esprit».
С приходом к власти нацистов еврей по происхождению и католик Ландсберг эмигрировал во Францию, а потом в Испанию. Вернувшись во Францию, в 1943 году Ландсберг попал в руки Гестапо. Погиб в концлагере Ораниенбург.

## Сочинения
- Die Welt des Mittelalters und wir. Ein geschichtsphilosophischer Versuch über den Sinn eines Zeitalters. — Bonn, 1922 (2. Aufl. — 1923).
- Wesen und Bedeutung der Platonischen Akademie. Eine erkenntnissoziologische Untersuchung. — Bonn, 1923.
- Einführung in die philosophische Anthropologie. — Frankfurt, 1934.
- Essai sur l’expérience de la mort. — Paris, 1935.
- Problèmes du personnalisme. — Paris, 1952.
- Problème moral du suicide. — Paris, 1946.